# Arandu
Arandu é um município brasileiro do estado de São Paulo. Sua população estimada em 2024 pelo IBGE era de 7.050 habitantes.

## Toponímia
Arandu significa "barulho de papagaios", ave muito comum na região.

## História
A constituição de Arandu partiu de um antigo povoado situado no bairro do Barreiro (por causa da terra vermelha), no município de Avaré. Consistia, inicialmente, em um pequeno núcleo urbano rodeado de propriedades rurais, formado em torno de uma capela construída em terreno da fazenda Letreiro, doado, por sua vez, em 1898, para o patrimônio de Nossa Senhora da Boa Morte.

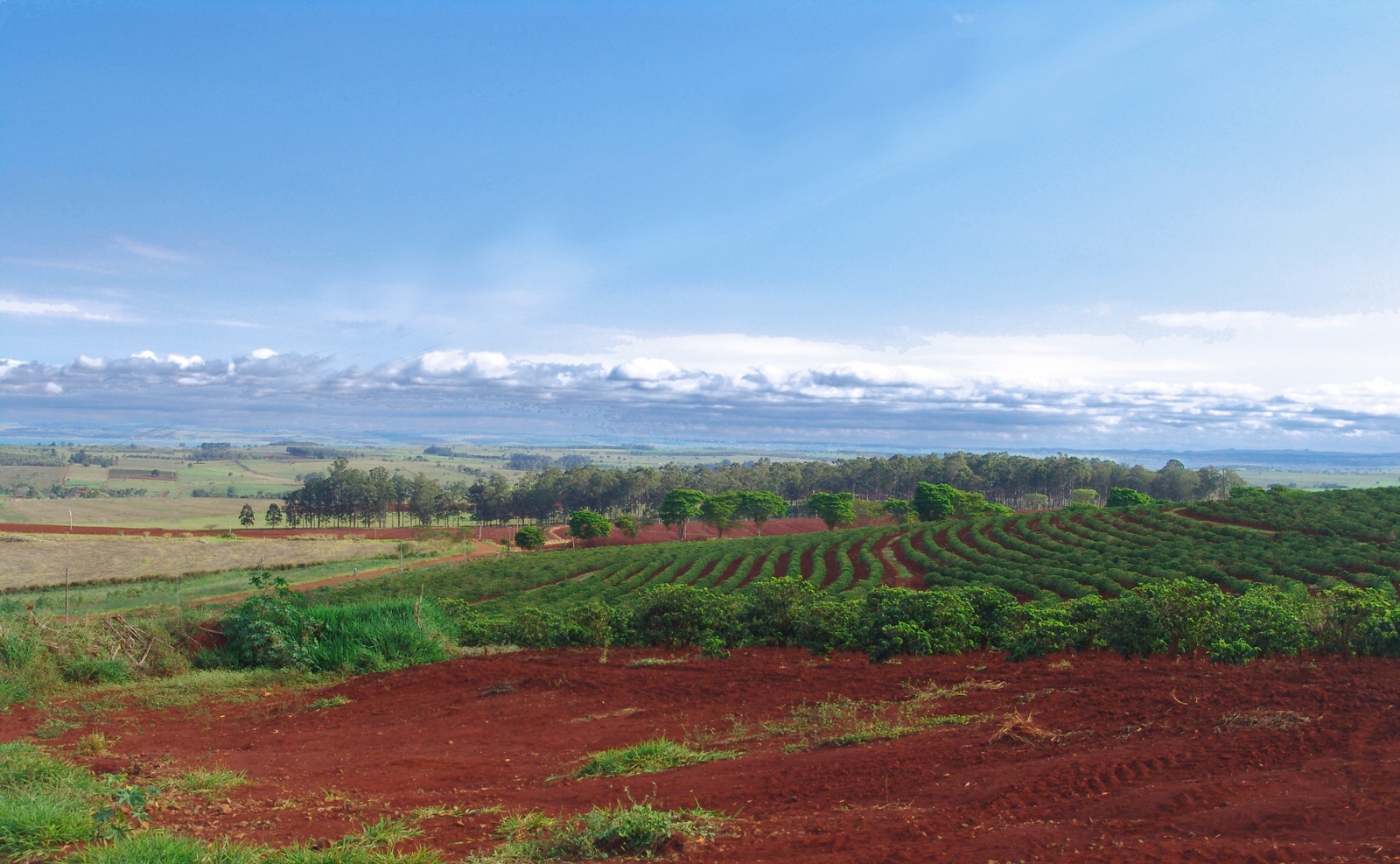
Fazenda Letreiro - cafezal.

Quando foi elevado a distrito do município de Avaré, em 30 de novembro de 1944, recebeu sua denominação atual, mas só em 28 de fevereiro de 1964 conquistou sua emancipação política.

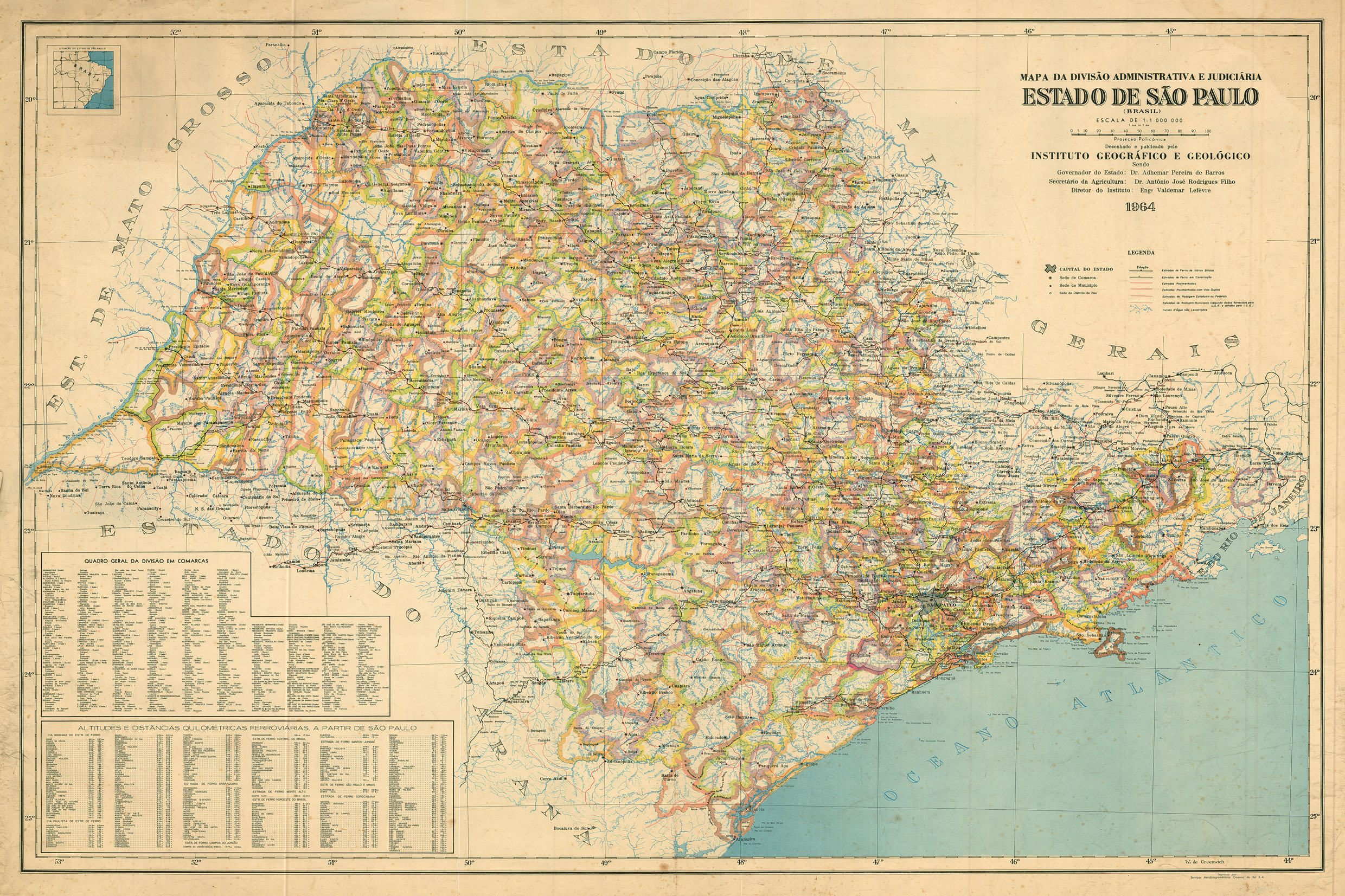
Estado de São Paulo (1964).

## Geografia
- Área: 286,3 km²
- Altitude: 640 m
- Lat.: -23°08'05" (S)
- Lon.: -49°03'15" (W)

### Municípios limítrofes
- Norte: Cerqueira César e Avaré
- Sul: Itaí
- Leste: Avaré
- Oeste: Cerqueira César

### Distância rodoviárias
- Avaré: 14Km
- Cerqueira César: 22Km
- São Paulo: 281 km

### Hidrografia
- Rio Paranapanema

### Rodovias
- SP-245

## Demografia

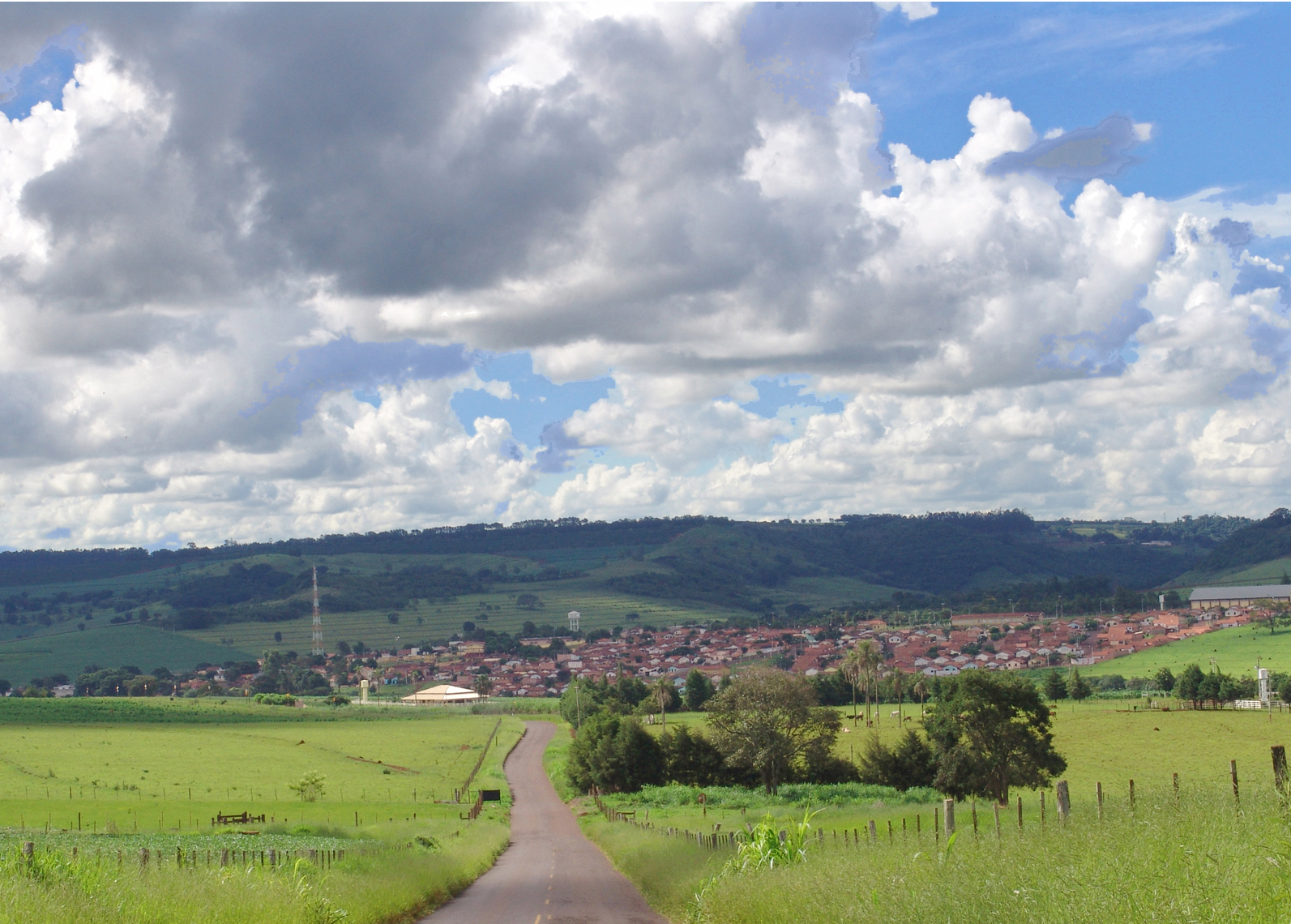
Vista da cidade.

### População
| Crescimento populacional                             | Crescimento populacional | Crescimento populacional | Crescimento populacional |
| Ano                                                  | População Total          |                          | %±                       |
| ---------------------------------------------------- | ------------------------ | ------------------------ | ------------------------ |
| 1970                                                 | 5 239                    |                          | —                        |
| 1980                                                 | 4 164                    |                          | −20,5%                   |
| 1991                                                 | 5 620                    |                          | 35,0%                    |
| 2000                                                 | 6 065                    |                          | 7,9%                     |
| 2010                                                 | 6 123                    |                          | 1,0%                     |
| 2022                                                 | 6 885                    |                          | 12,4%                    |
| Est. 2024                                            | 7 050                    | [ 5 ]                    | 2,4%                     |
| Fontes: Censos Demográficos IBGE e Estimativas SEADE |                          |                          |                          |

### Dados demográficos
Dados do Censo - 2014
População total: 7.065
- Urbana: 5.022
- Rural: 2.043
  - Homens: 3.085
  - Mulheres: 3.980
- Densidade demográfica (hab./km²): 21,18
- Mortalidade infantil até 1 ano (por mil): 23,82
- Expectativa de vida (anos): 77,45
- Taxa de fecundidade (filhos por mulher): 3,72
- Taxa de alfabetização: 95,12%
- Índice de Desenvolvimento Humano (IDH-M): 0,731
- IDH-M Renda: 0,852
- IDH-M Longevidade: 0,708
- IDH-M Educação: 0,833

(Fonte: IPEADATA)

## Política e administração

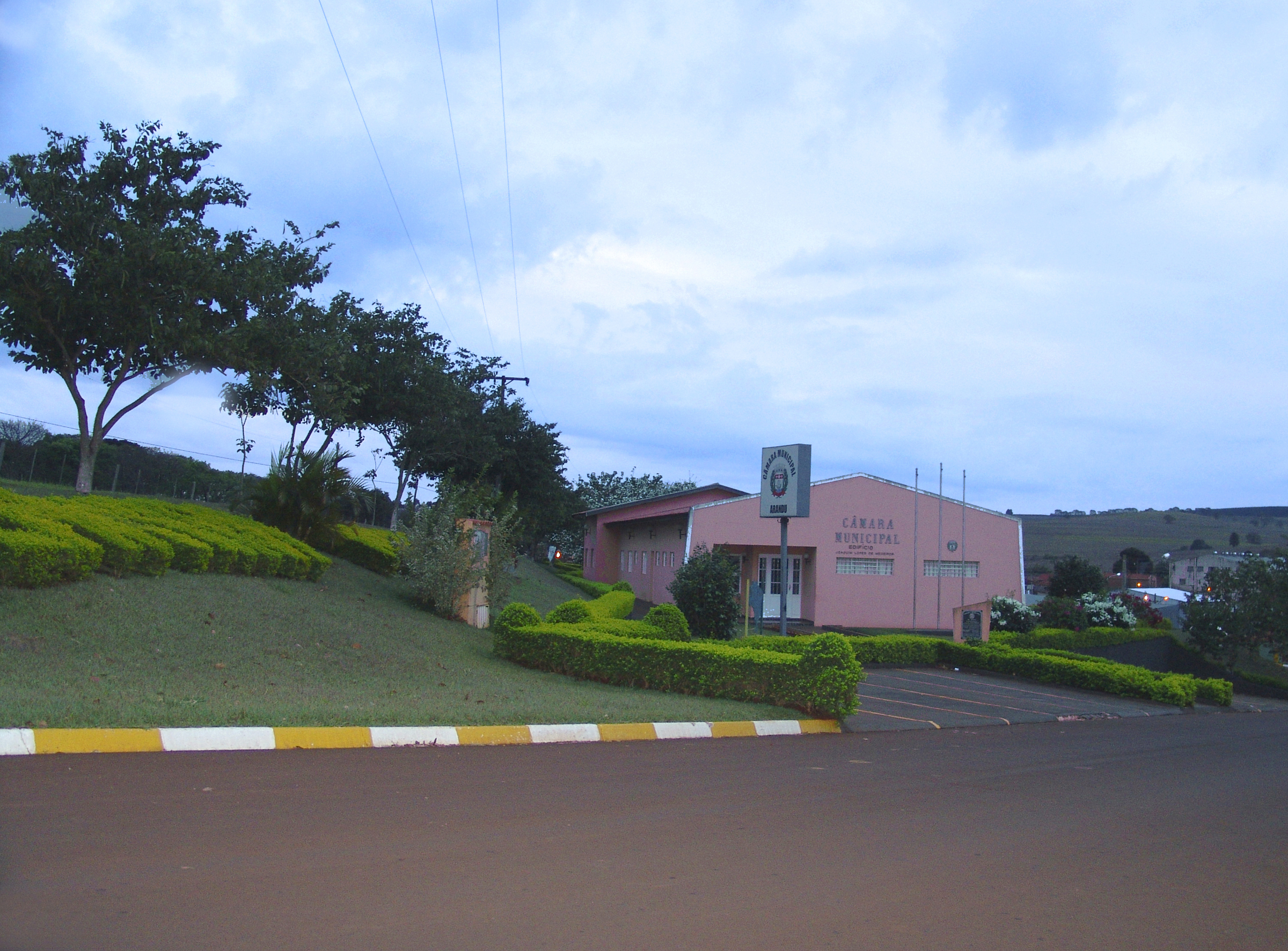
Câmara Municipal.

- Prefeito: Flávio Galhego[10] - PTB (2021/2024)
- Vice prefeito: João Batista Filadelfo[11] - PTB (2021/2024)
- Presidente da câmara de vereadores: Luciano Menechini[12] - PSDB (2021/2024)

## Economia
A economia do município, predominantemente rural, começou a se desenvolver com o cultivo do café, passando depois à produção de arroz, batatas, bananas. Hoje desenvolvem também as culturas de cana-de-açúcar e laranja.

## Infraestrutura

### Comunicações
O sistema de telefones automáticos foi inaugurado na cidade em 1979 pela Telecomunicações de São Paulo (TELESP), que também implantou o sistema de discagem direta à distância (DDD) em 1983 com o código de área (0147). Anteriormente a cidade era atendida pela Companhia Telefônica Brasileira (CTB).
Na década de 90 o código DDD da cidade foi alterado para (014), para padronização do sistema telefônico com a telefonia celular que estava sendo implantada em todo o estado.

### Transportes
- Aeroporto de Arandu
- Empresa de Ônibus Manoel Rodrigues

## Religião

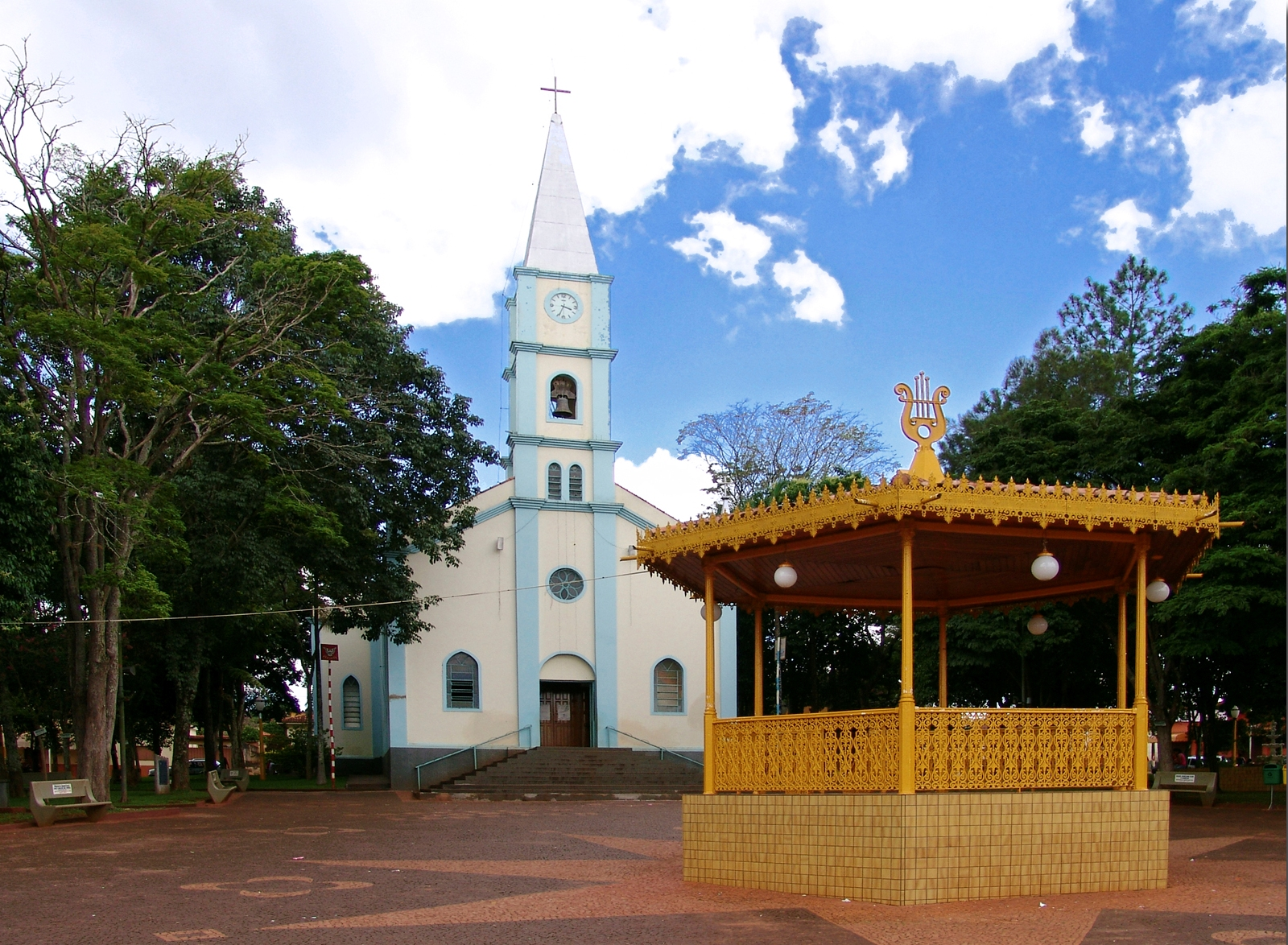
Igreja Nossa Senhora da Boa Morte - praça principal.

O Cristianismo se faz presente na cidade da seguinte forma:

### Igreja Católica
- A igreja faz parte da Arquidiocese de Botucatu.[17]

Santo Padroeiro: Nossa Senhora da Boa Morte

### Igrejas Evangélicas
Entre as igrejas protestantes históricas, pentecostais e neopentecostais, encontram-se na cidade:
- Assembleia de Deus Ministério do Belém.[20][21]
- Congregação Cristã no Brasil.[22]